# Sąsiedzi 2
Sąsiedzi 2 (ang. Neighbors 2: Sorority Risings) – amerykański film komediowy z 2016 roku. Kontynuacja filmu Sąsiedzi z 2014 roku.

## Obsada
- Seth Rogen - Mac Radner
- Zac Efron - Teddy Sanders
- Rose Byrne - Kelly Radner
- Chloë Moretz - Shelby
- Ike Barinholtz - Jimmy Blevins
- Carla Gallo - Paula Faldt-Blevins
- Kiersey Clemons - Beth
- Beanie Feldstein - Nora
- Dave Franco - Pete Regazolli
- Christopher Mintz-Plasse - Scoonie
- Jerrod Carmichael - Garfield "Garf" Slade
- Lisa Kudrow - Dean Carol Gladstone

## Odbiór

### Box office
Budżet filmu jest szacowany na 35 milionów dolarów. W Stanach Zjednoczonych i w Kanadzie film zarobił ponad 55 mln USD. W innych krajach przychody wyniosły ponad 52 mln, a łączny przychód ponad 107 mln dolarów.

### Krytyka w mediach
Film spotkał się z mieszaną reakcją krytyków. W serwisie Rotten Tomatoes 63% ze 190 recenzji jest pozytywne, a średnia ocen wyniosła 5,7/10. Na portalu Metacritic średnia ocen z 39 recenzji wyniosła 58 punktów na 100.